# Château de Tomar
Le château de Tomar fut construit par l'ordre du Temple vers 1160, sous l'impulsion du maître de la province, Gualdim Pais (1156-1196), pendant la Reconquista. À l'intérieur de la forteresse se trouve le couvent de l'Ordre du Christ qui regroupent tous les styles architecturaux pratiqués au Portugal entre les XIIe et XVIIIe siècles, témoin capital en particulier du style manuélin.

## Description géographique
Forteresse templière à Tomar au Portugal.

## Description
Le château de Tomar a été construit sur un emplacement stratégique, au-dessus d'une colline et à proximité du fleuve Nabão. Il possède un mur externe défensif de forme pentagonale et une citadelle (alcáçova) également fortifiée avec un donjon à l'intérieur. Le donjon, une tour centrale à vocation résidentielle et défensive, a été introduit au Portugal par les templiers, et celui de Tomar est parmi les plus anciens du pays. Une autre nouveauté apportée au Portugal par les templiers sont les tours rondes dans les murs externes, qui sont plus résistantes aux attaques que les tours carrées. Quand la ville a été fondée, la plupart de ses résidents ont vécu dans des maisons situées à l'intérieur des murs protecteurs du château. 
L'église ronde (rotunda) du château de Tomar a été construite durant la deuxième moitié du XIIe siècle. L'église, comme quelques autres églises du Temple en Europe, aurait été bâtie sur le modèle de la mosquée d'Omar à Jérusalem, que les croisés ont cru, à tort, être un vestige du Temple de Salomon. La basilique du Saint-Sépulcre à Jérusalem pourrait également avoir servi de modèle.

## Historique

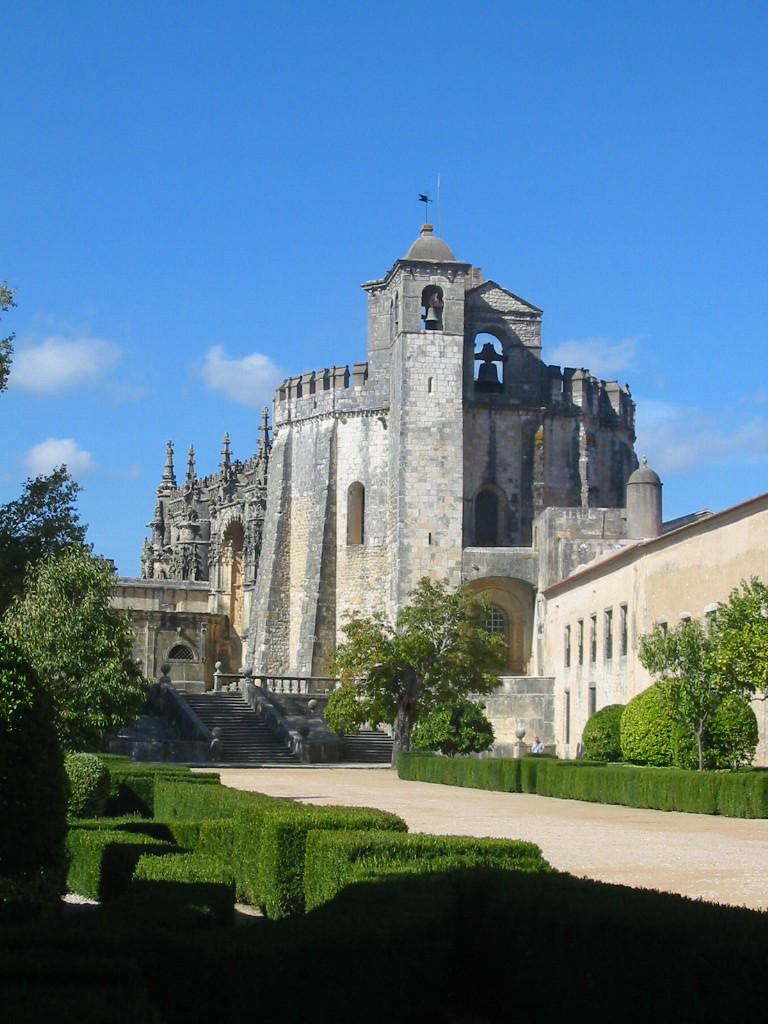
Vue de l'église ronde.

La forteresse faisait partie du système de défense créé par les templiers pour sécuriser la frontière du jeune royaume chrétien contre les Maures, frontière qui, au milieu du XIIe siècle, correspondait à peu près aux rives du fleuve Tage. Une ville s'établit peu à peu autour. Quelques années après, le château fut choisi comme siège de l'ordre au Portugal. 
Selon les chroniqueurs chrétiens, en 1190, le château de Tomar où s'était réfugiée la population chrétienne, a résisté pendant six jours aux attaques du calife almoravide Abu Yusuf Yaqub al-Mansur, qui avait auparavant pris d'autres forteresses portugaises dans le Sud du pays. Une plaque, près de l'entrée de l'église du château, commémore cette victoire, et une porte de la forteresse fut appelée « la porte du Sang ».
Lorsque l'ordre du Temple fut dissous, les châteaux d'Almourol et de Tomar furent donnés à un nouvel ordre, l'ordre de la chevalerie de Notre Seigneur Jésus-Christ. Cet ordre, fondé le 14 mars 1319, avait son siège central au Château de Castro Marim (pt) avant que celui-ci ne soit transféré à Tomar en 1356.

## État de conservation

Château et couvent des Templiers de Tomar, devenu en 1334 le siège de l'ordre des Chevaliers du Christ.

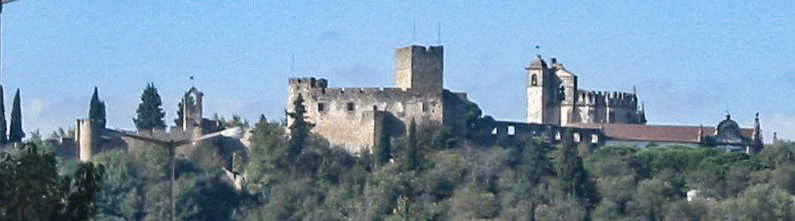
Vue du château de Tomar avec le couvent de l'Ordre du Christ à l'intérieur. La citadelle avec le donjon est au centre de l'image et l'église ronde (avec un beffroi) est sur la droite.

Le couvent du Christ de Tomar est inscrit au patrimoine de l'UNESCO depuis 1983.